# Université Yeshiva
L’université Yeshiva (en anglais : Yeshiva University) est une université privée américaine basée à New York. En 2001, elle comptait 2 600 étudiants de premier cycle. Son programme d'enseignement est basé sur la philosophie Torah Oumadda (la Torah combinée aux études laïques) du judaïsme orthodoxe moderne.

## Histoire
Sa fondation remonte à 1886, date à laquelle la yeshiva Eitz Chaim (arbre de vie) est créée dans le Lower East Side de New York. Une école rabbinique (la Rabbi Isaac Elchanan Theological Seminary) est fondée dix ans plus tard, puis les deux institutions fusionnent en 1915.
Son premier président, Bernard Revel, va durant son mandat (1915-1940) fortement développer la nouvelle université, qui quitte son site originel en 1929 pour s'installer à Manhattan (Washington Heights). Le premier curriculum menant à un diplôme officiel (Études juives) est instauré en 1935.
Le statut d'université est accordé à la Yeshiva en 1945 par les autorités responsables (Board of Regents) de l'État de New York, deux ans après l'élection de Samuel Belkin comme successeur au Dr Revel (décédé en 1940). Sous sa responsabilité, l'université Yeshiva s'adjoint un collège spécial pour les étudiantes, et développe des études de médecine, de droit, et de sciences sociales (psychologie et travail social).
À la mort du Dr Belkin, en 1976, c'est Norman Lamm qui reprend les rênes de l'université Yeshiva. Il entame alors une réforme en profondeur de l'institution, et introduit plusieurs matières nouvelles, comme l'économie. Il renforce également les assises fiscales et met au point un programme général de développement de l'université, afin d'assurer la pérennité de l'institution.
Le président actuel (2007) a été élu en 2002, en remplacement du Dr. Lamm qui occupe depuis lors la fonction de chancelier. Responsable reconnu de la communauté juive, Richard Joel fait participer l'université Yeshiva à la renaissance du judaïsme et il joue un rôle central dans la réalisation des principes de la Torah Umadda - dont l'université se veut l'un des fers de lance.